# Rete tranviaria di Kassel
La rete tranviaria di Kassel (in tedesco Straßenbahn Kassel) è un sistema di trasporti tranviari situato nella città tedesca di Kassel. Gestita dalla compagnia KVG.

## Rete

### Linee tranviarie
La rete attuale consta di 7 linee urbane, più una aggiuntiva, gestite dalla KVG. Le linee urbane in esercizio sono:
| Linea   | Tratta | Note                                                          |
| ------- | --- | ------------------------------------------------------------- |
| Linea 1 | Wilhelmshöhe (- Rolandstraße bei Fahrten nur bis Bf Wilhelmshöhe) – Bf Wilhelmshöhe – Wilhelmshöher Allee – Königsplatz - Holländische Straße (– Vellmar Nord in Bau)                      |                                                               |
| Linea 2 | Brückenhof – Oberzwehren Mitte - Baunatal | Attiva nei giorni feriali e unicamente nel periodo scolastico |
| Linea 3 | Mattenberg – Murhardstr./Uni – Ihringshäuser Straße |                                                               |
| Linea 4 | Druseltal – Bebelplatz – Kaufungen – Helsa – Hessisch Lichtenau | Alcune corse terminano a Helsa o Kaufungen                    |
| Linea 5 | Baunatal – / (VW-Werk Schleife –) Mattenberg – Auestadion – (Scheidemannplatz nur bei Fahrten bis Am Stern) – Königsplatz - Holländische Straße                                            |                                                               |
| Linea 6 | Brückenhof – Auestadion – Königsplatz – Wolfsanger |                                                               |
| Linea 7 | (Baunatal - Mattenberg –) / (Rolandstraße nur bei Fahrten bis Bf Wilhelmshöhe) - Bf Wilhelmshöhe – Goethestraße – Lutherplatz – (5/7 Königsplatz) – Klinikum Kassel – Ihringshäuser Straße | Limitata a Hauptbahnhof nei weekend                           |
| Linea 8 | Hessenschanze – Bebelplatz – Kaufungen, Papierfabrik |                                                               |

### RegioTram
In aggiunta, Kassel è servita da tre linee del sistema RegioTram.